# Mercedes Martinez
Jazmín Benítez (* 17. November 1980 in Waterbury, Connecticut) ist eine US-amerikanische Wrestlerin. Sie ist bei All Elite Wrestling (AEW) unter Vertrag.

## Karriere

### Anfänge
Im November 2000 begann Mercedes Martinez ihre Wrestling-Ausbildung und wurde von Jason Knight trainiert. Erste Erfahrung sammelte sie in Sheldon Goldbergs Promotion New England Championship Wrestling. Zwischen 2003 und 2004 trat sie in mehreren Promotions in Neuengland an, beispielsweise Connecticut Championship Wrestling, Combat Zone Wrestling und IWA Mid South.

### Shimmer

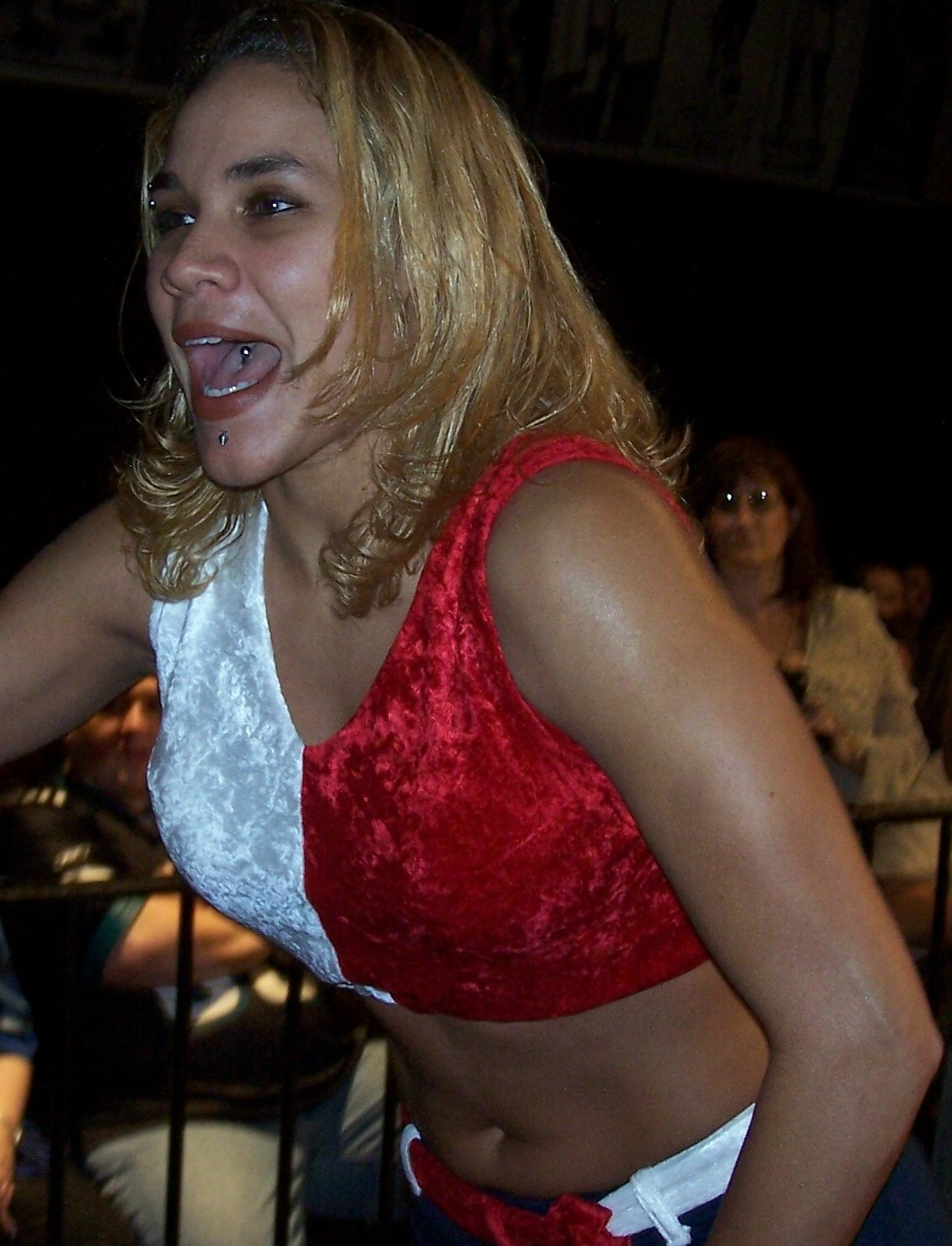
Mercedes Martinez (2006)

Am 6. November 2005 trat Mercedes in der ersten Show der neu gegründeten reinen Frauen-Wrestlingliga Shimmer Women Athletes an. Ihr erster Kampf gegen Sara Del Rey endete nach 20 Minuten unentschieden durch Erreichen des Zeitlimits, kurz bevor sie Sara del Rey nach einem Fisherman-Buster pinnen konnte. Beide Wrestlerinnen erhielten nach dem Kampf Standing Ovations. Bei Shimmer Vol. 2 unterlag sie Sara del Rey in einem Four-Way Elimination Match, an dem auch Lacey and Daizee Haze teilnahmen. Nachdem sie sich in Vol. 5 erneut Sara del Rey geschlagen geben musste, konnte Martinez schließlich in Vol. 8 Sara besiegen. Dadurch fügte sie Sara del Rey die erste Einzelmatch-Niederlage bei Shimmer zu.
Durch eine Verletzung verpasste Mercedes Martinez die Aufnahmen weiterer Shimmer-Tapings und auch das Turnier um den Shimmer-Championship-Titel. Sie kehrte erst zu Vol. 17 zurück und durfte nach drei Siegen in Ausgabe 20 die amtierende Shimmer-Championesse MsChif herausfordern, durfte jedoch nicht gewinnen. Nach einigen Niederlagen und wenigen Siegen konnte sie zuletzt eine Siegesserie von sieben Siegen in Folgen verzeichnen und ist seit Shimmer Vol. 28 ungeschlagen.

### Ring of Honor
Martinez debütierte am 25. März 2006 in Ring of Honor, wo sie gegen ihre Shimmer-Kolleginnen Allison Danger, Daizee Haze und Lacey antrat. Am 22. Dezember verletzte sie sich in einem Match mit ihrem Tag-Team-Partner Jimmy Jacobs gegen Haze und B.J. Whitmer. Im Dezember 2007 kam sie zu ROH zurück und schloss sich dem Stable The Vulture Squad an. Sie verließ ROH am 27. Mai 2008.

### Independent-Ligen

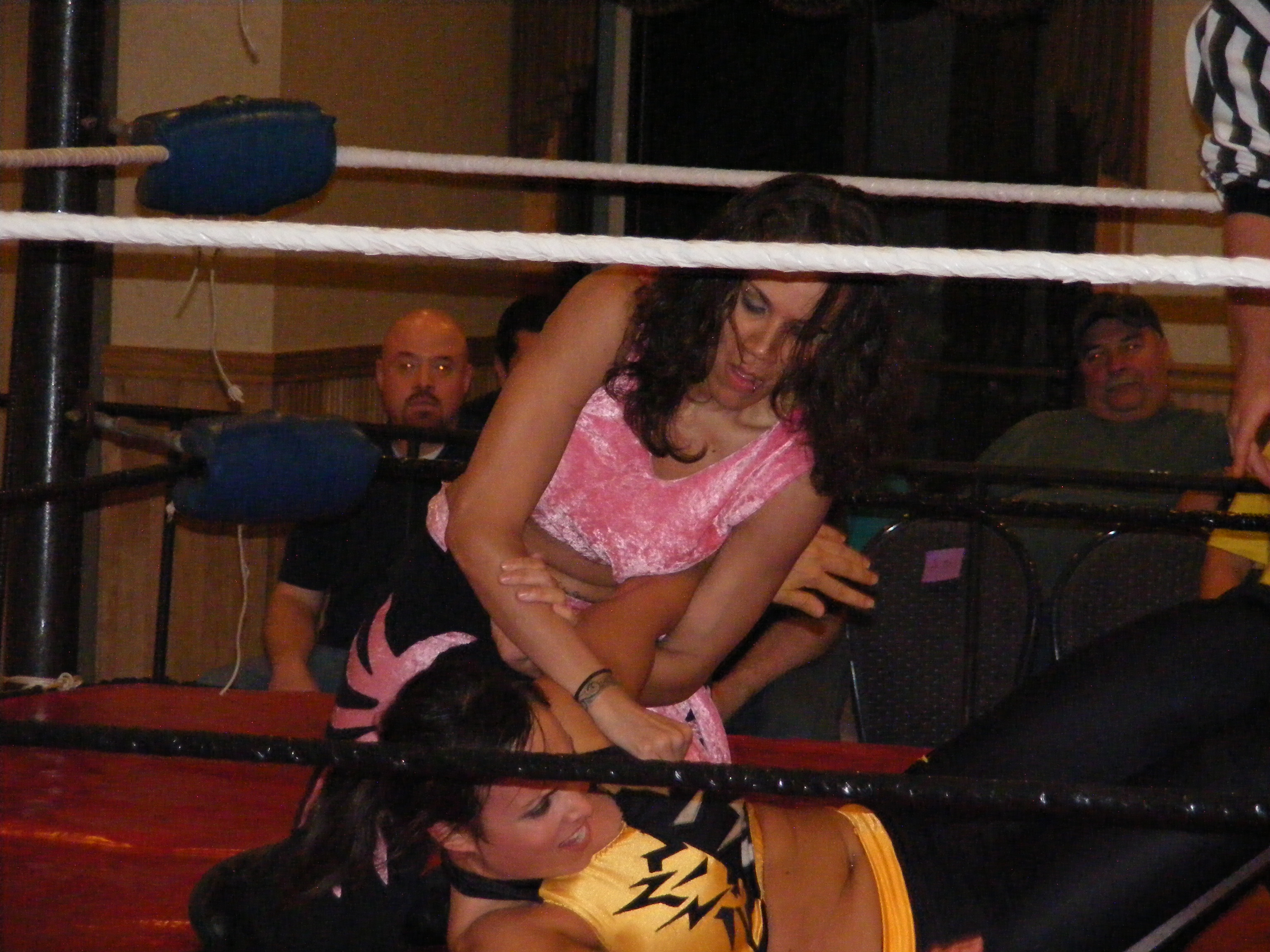
Benítez im Ring gegen Sara Del Rey (2010)

Martinez trat beim ChickFight IV Turnier im April 2006 an und kam bis ins Finale, ehe sie durch MsChif besiegt wurde. Am selben Abend konnte MsChif gegen Martinez und Cheerleader Melissa ein Falls Count Anywhere Match für sich entscheiden.
In der Frauen-Liga Women Superstars Uncensored (WSU) formte Martinez ab 2007 zunächst ein Tag-Team mit Angel Orsini. Die anfängliche Partnerschaft entwickelte sich jedoch ab März 2008 zu einer intensiven Fehde, bei der es unter anderem am 10. Januar 2009 zu einem Cage Match und am 7. März 2009 zu einem Bullrope Match kam. Bei diesem Match konnte Martinez den WSU Championship gewinnen. In einem weiteren Match konnte Martinez am 6. Juni 2009 Orsini schließlich in einem 60 Minuten Iron Woman Match besiegen, welches erst nach 70 Minuten nach 10-minütiger Sudden-Death-Verlängerung entschieden werden konnte.
Martinez nimmt außerdem unter dem Namen „Maria Toro“ in Jimmy Harts Wrestlicious Show teil, wobei sie das Gimmick eines Stierkämpfers verkörpert.
Am 6. Februar 2010 debütierte sie für NCW Femmes Fatales und konnte dort Portia Perez mit dem Fisherman-Buster bezwingen.

### World Wrestling Entertainment
Im Januar 2020 unterzeichnete Martinez erstmals einen Vertrag mit WWE. Ihr Debüt bei NXT gab sie am 15. Januar in einem #1 Contenders Match für die NXT Women’s Championship. Hier wurde sie jedoch von Shayna Baszler eliminiert. Sie nahm am Royal Rumble Match der Frauen teil, wo sie von Mandy Rose und Sonya Deville eliminiert wurde. Am 5. Februar besiegte Martinez Kacy Catanzaro und errang somit ihren ersten Sieg bei NXT. Seit dem 22. Juli wird sie von Robert Stone, als Manager begleitet. Nach einer Verletzung kehrte sie am 6. Januar 2021 in die Shows, im Rahmen eines Backstage Segmentes zurück. Am 13. Juni 2021 bestritt sie bei NXT TakeOver: In Your House II ein Match gegen Xia Li, dieses verlor sie jedoch.
Am 6. August 2021 wurde sie von der WWE entlassen.

## Kampftechniken
- Finisher
  - Bull Run (Wrestlicious) / Fisherman Buster

- Signature Moves
  - Brainbuster
  - 3 Amigas (2 vertikale und ein German Suplex)
  - Verschiedene Suplessen
  - Snap Swinging Neckbreaker
  - Spinebuster
  - Running Big Boot

## Titel und Erfolge
- Defiant Pro Wrestling

- 1× DPW Women’s Championship

- Green Mountain Wrestling

- 2× GMW Women’s Championship

- IWA Mid-South

- 1× IWA Mid-South Women’s Championship

- NWA Midwest

1× *NWA Midwest Women’s Championship
- National Wrestling Superstars

- Women’s J-Cup (2008)

- New England Championship Wrestling

- 1× NECW/Yoshimoto Ladies Pro North American Women’s Championship
- 1× NECW World Women’s Championship

- Pro Wrestling Unplugged

- 1× PWU Women’s Championship

- Women Superstars Uncensored

- 1× WSU Championship (aktuelle Titelträgerin)
- 1× WSU Tag Team Championship mit Angel Orsini

- World Xtreme Wrestling

- 1× WXW Cruiserweight Championship (einmal)
- 3× WXW Women’s Championship (dreimal)
- 2× Elite 8 Tournamentgewinnerin (2006, 2008)
- 1× WXW C4 Women’s Championship

- Pro Wrestling Illustrated

- Nummer 11 der besten 50 weiblichen Wrestler 2008
- Nummer 14 der besten 50 weiblichen Wrestler 2009
- Nummer 3 der besten 50 weiblichen Wrestler 2010